# São José do Piauí
São José do Piauí är en kommun i Brasilien.   Den ligger i delstaten Piauí, i den östra delen av landet, 1 200 km nordost om huvudstaden Brasília. Antalet invånare är 6 608.
Omgivningarna runt São José do Piauí är huvudsakligen savann. Runt São José do Piauí är det glesbefolkat, med 20 invånare per kvadratkilometer.